# Metalion
Metalion, bürgerlich Jon Kristiansen (* 20. Mai 1967), ist ein norwegischer Fotograf und ehemaliger Autor. Er ist insbesondere für sein ehemaliges Fanzine Slayer und seine ehemalige Plattenfirma Head Not Found bekannt.

## Biographie
Zunächst veröffentlichte Metalion mit einigen anderen Personen das Live Wire und kam zu dieser Zeit mit Hellhammers Demoaufnahme Satanic Rites in Berührung, die er als Offenbarung bezeichnet. Nach kurzer Zeit verloren seine Mitarbeiter das Interesse am Live Wire. Daraufhin begann er, sein eigenes Fanzine zu veröffentlichen, dessen erste Ausgabe im Februar 1985 erschien; die zweite Ausgabe folgte im Mai 1985. Beide waren komplett in Norwegisch, die Doppelausgabe 3/4 teilweise und die folgenden Ausgaben vollständig in Englisch gehalten. Die fünfte Ausgabe des Magazins beinhaltete unter anderem einen der ersten Berichte über die Band Mayhem, die er 1985 kennengelernt hatte. Bei einer Reise mit ihrem Gitarristen Øystein „Euronymous“ Aarseth und ihrem Bassisten Jørn „Necrobutcher“ Stubberud nach Deutschland spielte er im Sommer 1986 unter dem Namen Checker Patrol zusammen mit Mitgliedern der deutschen Thrash-Metal-Band Assassin eine Demoaufnahme ein, bei der er bei dem Lied Metalion in the Park als Hintergrundsänger mitwirkte. Als Euronymous 1993 von Varg Vikernes ermordet wurde, war dies für Metalion eine schwierige Zeit, da Euronymous sein bester Freund war, er aber auch mit Vikernes befreundet war. Er blieb zwar noch einige Zeit mit Vikernes in Kontakt, brach diesen jedoch ab und hört auch die Musik von Vikernes’ Band Burzum nicht mehr.
Ab 1992 veröffentlichte Metalion über seine eigene Plattenfirma Head Not Found Tonträger, die erste Veröffentlichung war Alastis’ Debütalbum The Just Law. Für den Vertrieb war Voices of Wonder zuständig. Metalion konnte über mehrere Jahre davon leben, stellte seine Arbeit an Head Not Found jedoch unter anderem wegen ständiger Probleme mit Voices of Wonder ein; die Plattenfirma wurde ohne ihn weitergeführt.
2010 erschien die letzte Ausgabe des Slayer-Fanzines, der 2011 das Buch Metalion: The Slayer Mag Diaries mit Nachdrucken aus dem Live Wire und allen Slayer-Ausgaben folgte. Inzwischen arbeitet Metalion als Fotograf.